# Abelag
Abelag (Association belge d’Aviation Générale) is een Belgische luchtvaartmaatschappij, gespecialiseerd in VIP- en zakenvluchten, taxivluchten, ad-hoccharter, medische vluchten en helikoptervluchten. Ze heeft zetels in: Brussels Airport, Internationale Luchthaven Antwerpen, Internationale Luchthaven Kortrijk-Wevelgem, Luchthaven Lille-Lesquin (Rijsel, Frankrijk), Vliegbasis Eindhoven, Parijs - Le Bourget. In 2013 werd het bedrijf overgenomen door Luxaviation.

## Geschiedenis
Opgericht als Abelag Aviation in 1964 door André Ganshof van der Meersch die vanaf 1969 vanuit Zaventem begon met taxi- en zakenvluchten. Later gaat ze deel uitmaken van de Westlink Group, de grootste zakenluchtvaartgroep in de Benelux.
In 1979 richtte Abelag samen met touroperator Sun International 'Abelag Airways' op. Na een jaar hield Abelag het voor bekeken en stapte uit de onderneming. Het bedrijf ging door onder de naam 'Air Belgium'. 
In 2000 werd Sky Service, een zakenluchtvaartbedrijf met vluchten vanuit de Internationale luchthaven Kortrijk-Wevelgem, toegevoegd tot de groep. Sky Service was op haar beurt ondertussen hoofdaandeelhouder geworden van Prest'Air die zakenvluchten organiseerde vanuit Lesquin Airport (Rijsel) en Le Bourget (Parijs), het huidige Abelag France.
In 2000 werd een holding opgericht onder de naam Abelag Group die alle bedrijven incorporeerde, de naam Westlink Group verdween.
In 2002 startte Abelag ook activiteiten vanuit de Internationale Luchthaven Antwerpen.
Door de holding werd ze de zakenluchtvaartmaatschappij met de grootste vloot in de Benelux en het noorden van Frankrijk.
In 2008 werd Abelag Technics opgericht binnenin de Abelag Group. Deze organisatie heeft de PART 145 erkenning voor alle vliegtuigen uit de vloot en eveneens een PART M, Supart F voor onderhoud van vliegtuigen in de private luchtvaart.
In 2011 werd Abelag Aviation Nederland B.V. opgericht, de Nederlandse afdeling van Abelag, gevestigd op Vliegbasis Eindhoven.
In 2013 werd Abelag overgenomen door Luxaviation. De commerciële merknaam 'Abelag' werd definitief vervangen door Luxaviation Belgium vanaf 2016. Abelag blijft wel de naam van de naamloze vennootschappen op de luchthaven van Wevelgem en Brussel.

## Vloot
- 4 Dassault Falcon 2000 Ex easy[4]
- 3 Dassault Falcon 7X
- 1 Dassault Falcon 8X
- 1 Dassault Falcon 900 Ex Easy
- 1 Cessna Citation CJ2
- 1 Cessna Citation CJ2+
- 1 Cessna Citation CJ3
- 2 Cessna Citation CJ4
- 3 Cessna Citation Excel
- 1 Bombardier Bombardier Challenger 350

## Impressie

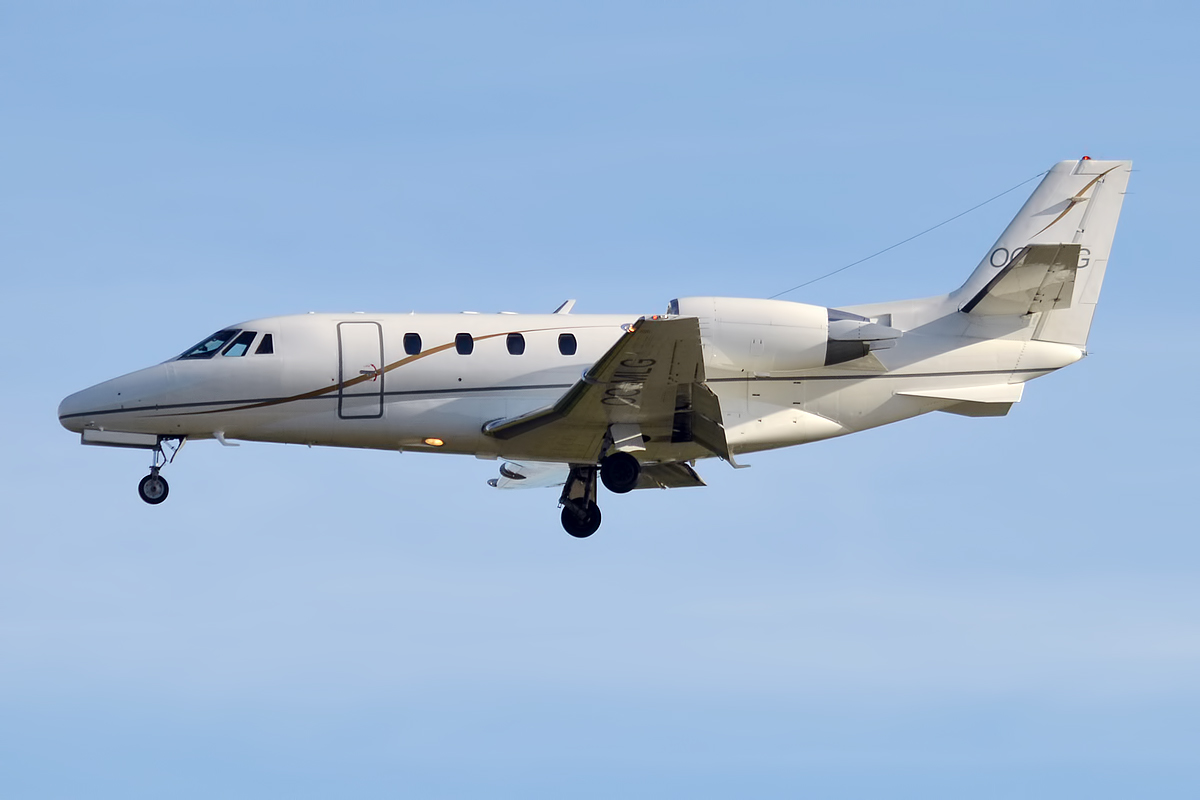
Cessna 560XL Citation XLS (2017)
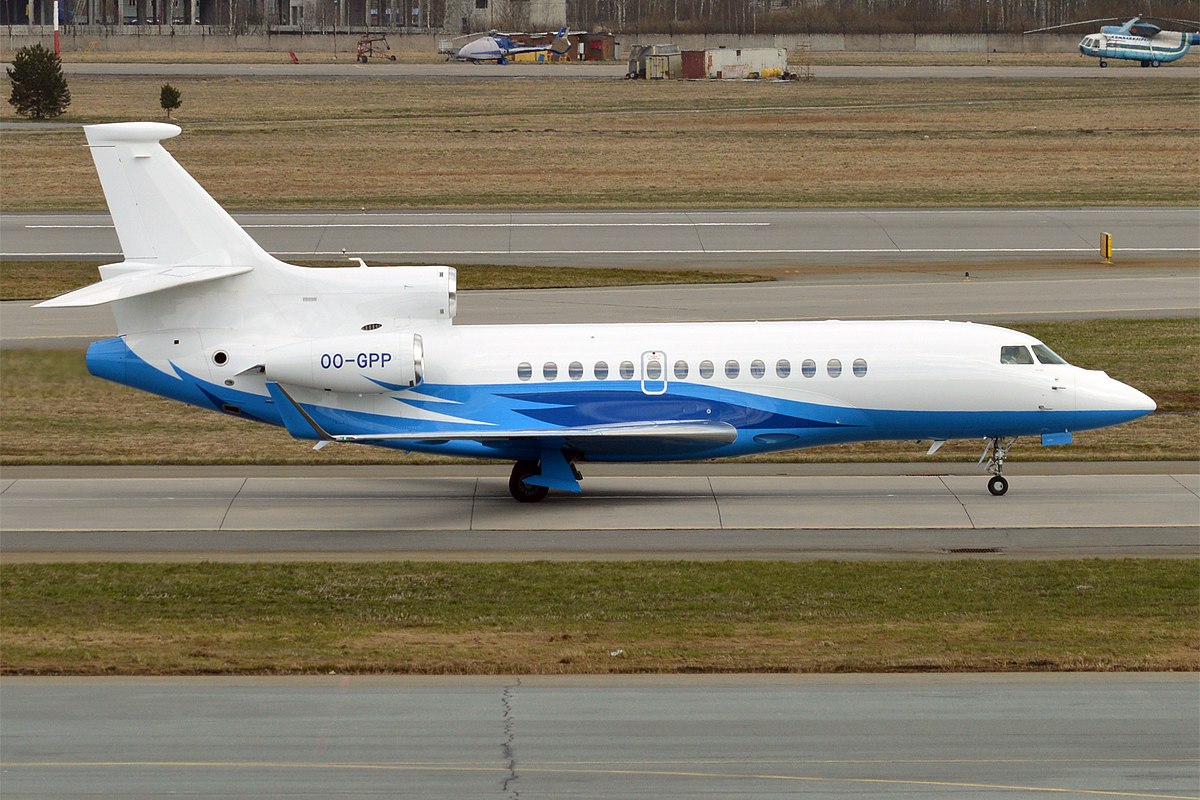
Dassault Falcon 7X (2017)
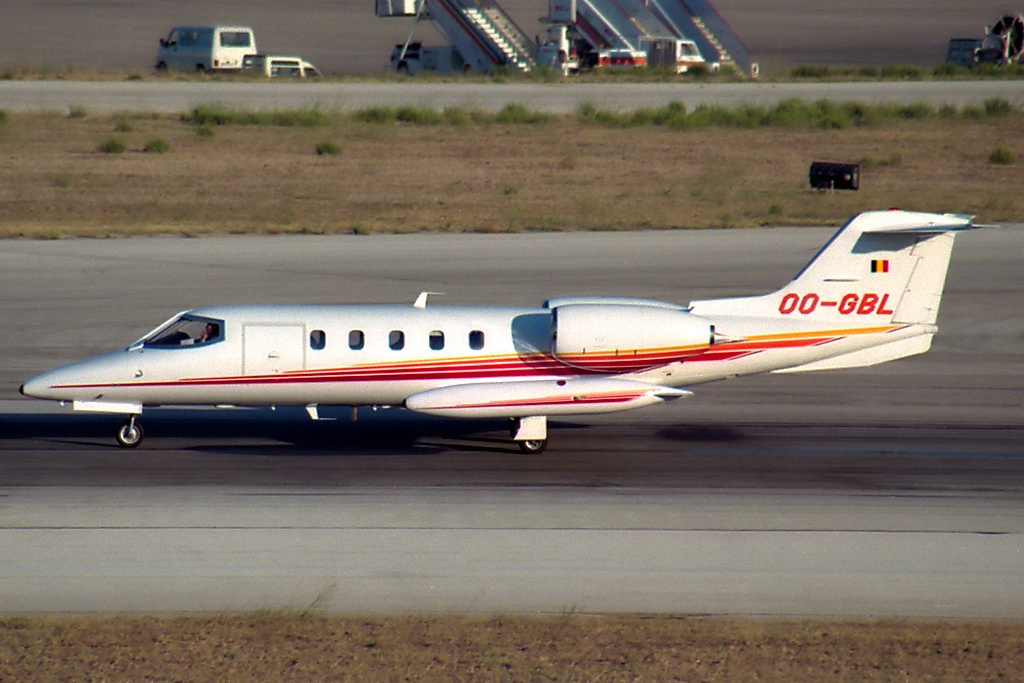
Bombardier Learjet 35A op Lisbon Aeroporto
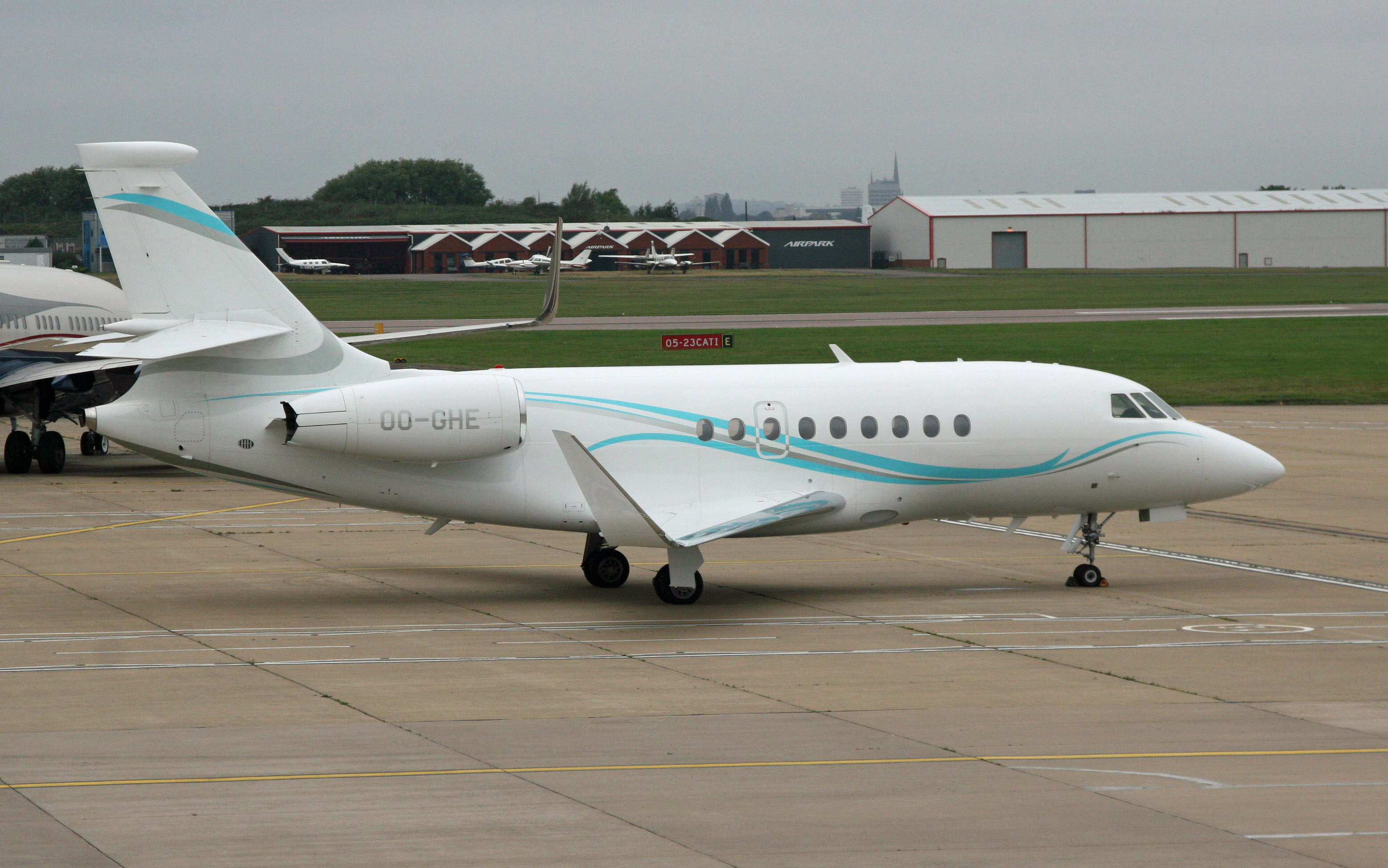
Falcon 2000 Abelag CVT op Coventry Airport (2013)
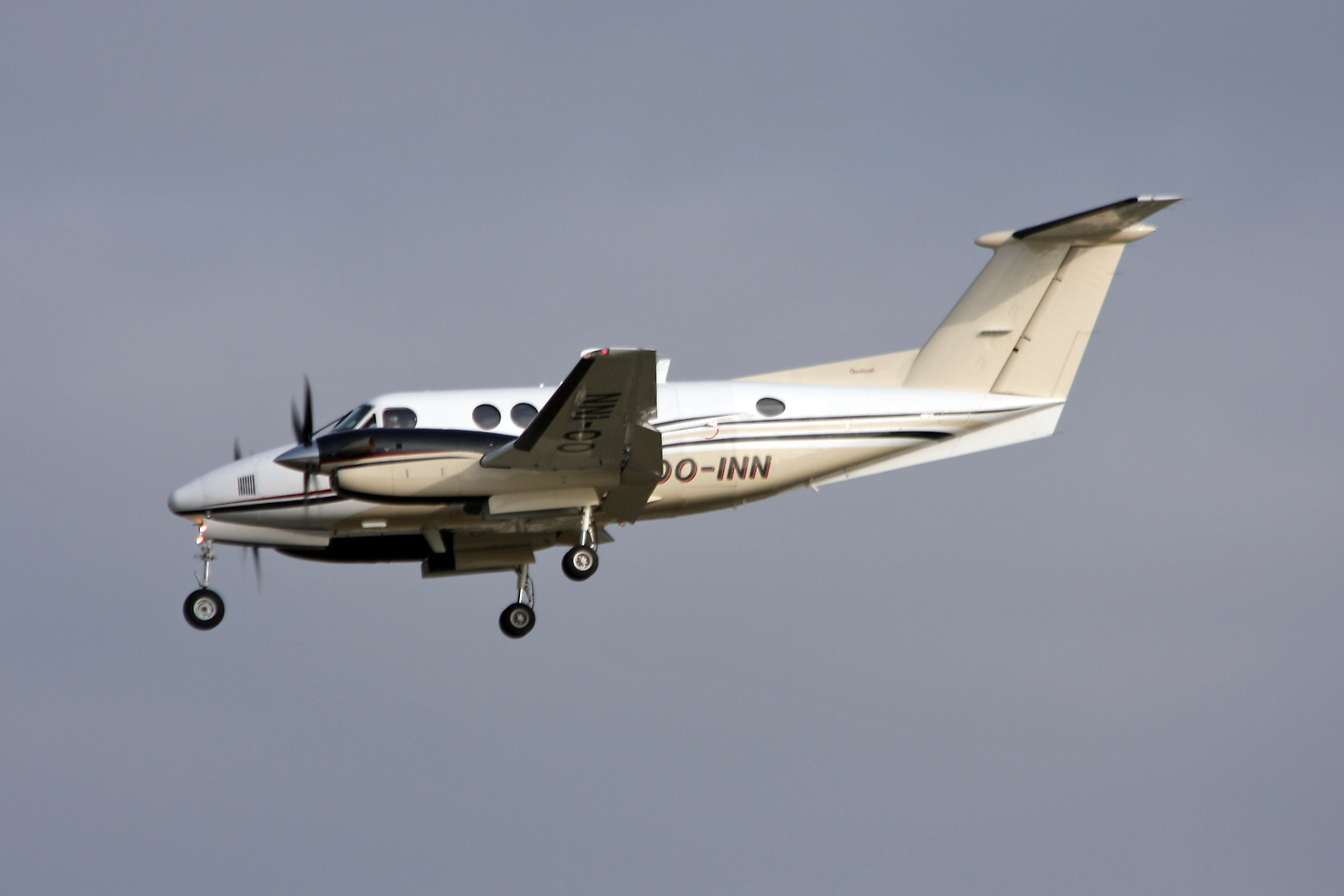
Beech B200 Super King Air in Frankfurt am Main (2013)
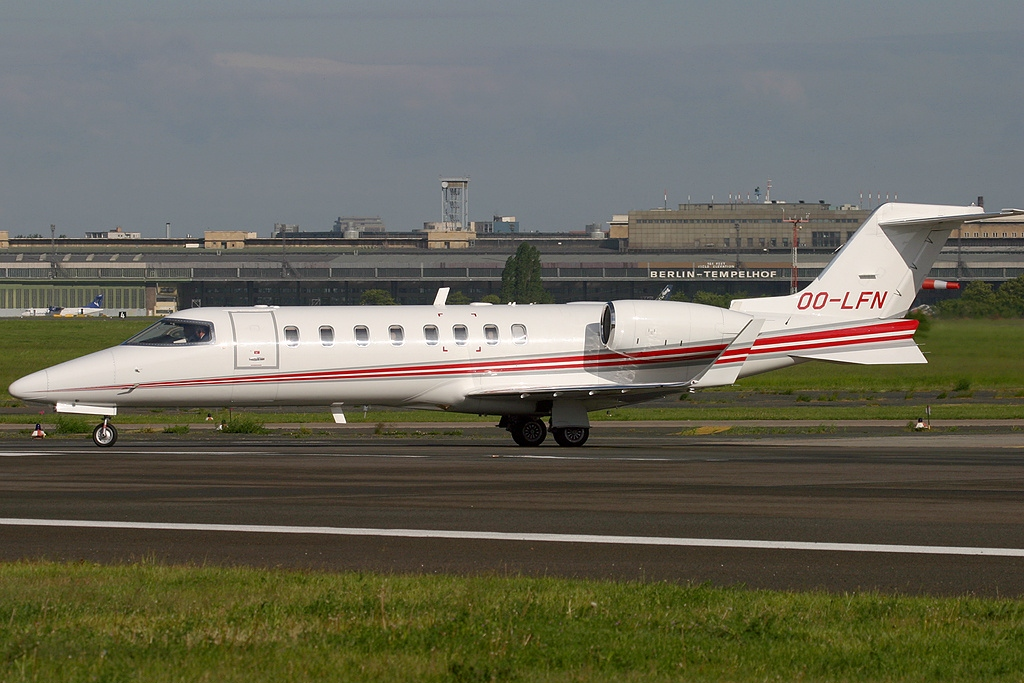
Learjet 45 op Berlin - Tempelhof (2006)
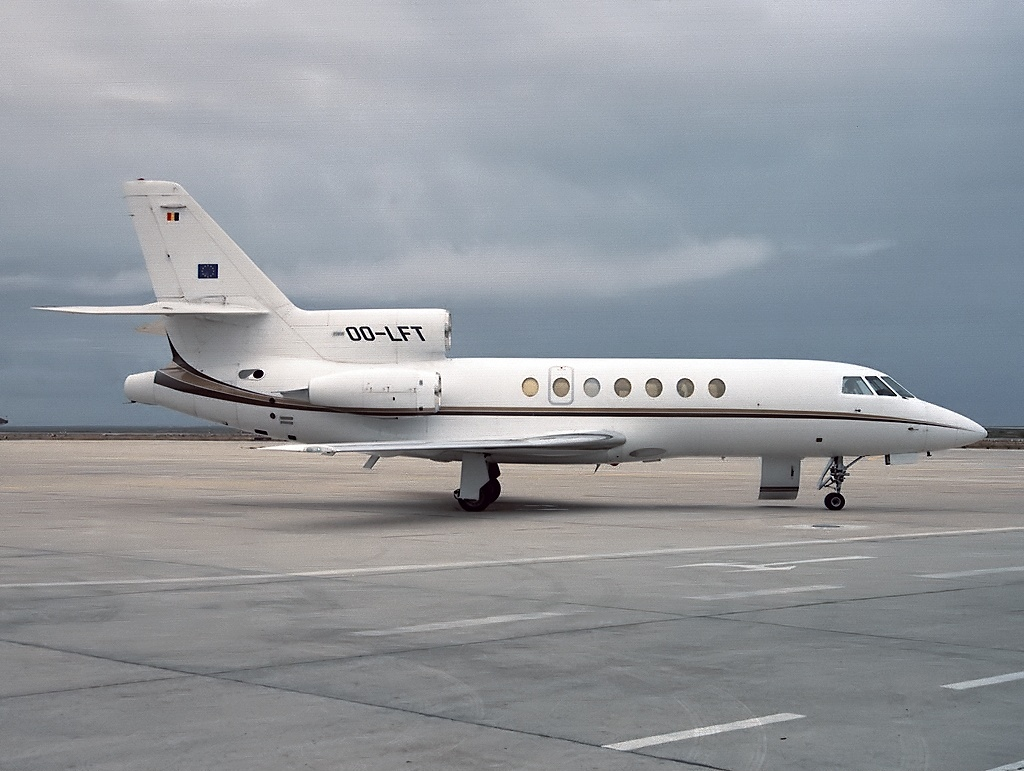
Dassault Falcon 50 in Faro (1994)
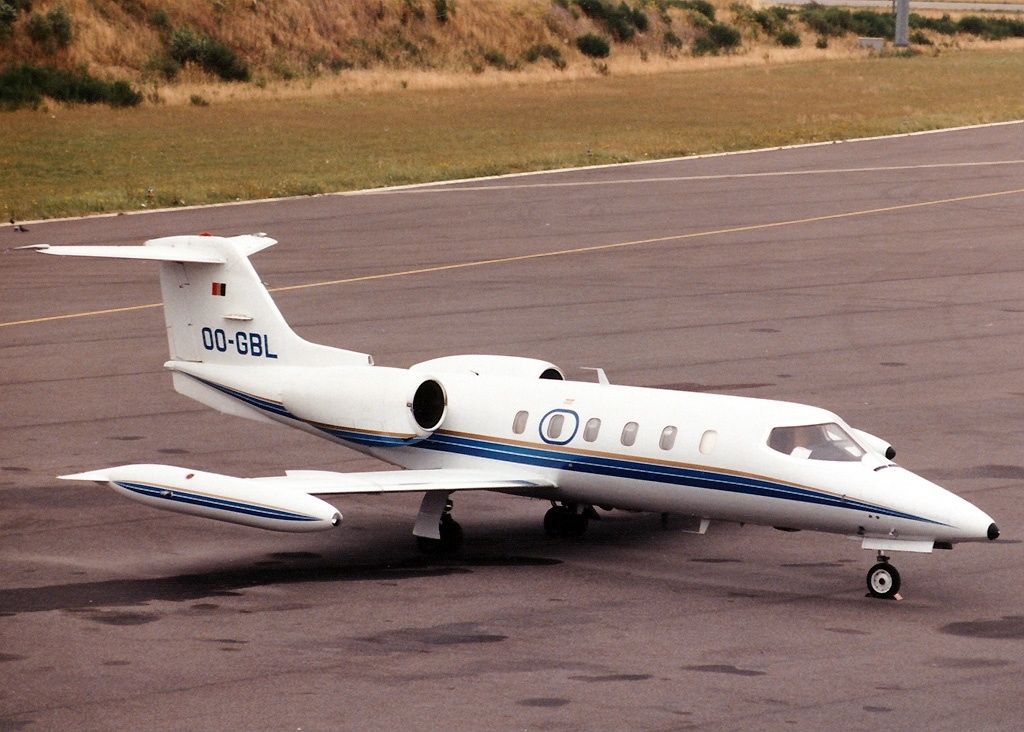
Gates Learjet 35A op Luxembourg-Findel (1989)